# 키뱅크 센터
키뱅크 센터(영어: KeyBank Center)은 미국 뉴욕주 버펄로에 위치한 실내 경기장이다. NHL 버펄로 세이버스의 홈경기장으로 AHL 로체스터 아메리칸스의 제2홈경기장으로 사용되고 있다.